# Balkan Battlegroup
Balkan Battlegroup eller HELBROC (HELlas, Bulgaria, ROmania, Cyprus) är en av Europeiska unionens stridsgrupper och stod i beredskap tillsammans med Italian-Hungarian-Slovenian Battlegroup under perioden juli-december 2007, januari–juni 2009, juli-december 2011 och juli–december 2014. Gruppen avlöstes av Nordic Battlegroup och Spanish-led Battlegroup. Grekland hade huvudansvaret för styrkan, dvs. man var Leading Nation för Balkan Battlegroup.